# Project CARS 3
Project CARS 3 — гоночная видеоигра, разработанная Slightly Mad Studios, дочерней компанией Codemasters, и изданная Bandai Namco Entertainment. Впервые она была выпущен 28 августа 2020 года для PlayStation 4, Windows и Xbox One. 
Игра была плохо воспринята публикой, ее критиковали за отступление от ее особенностей по сравнению с ее предшественниками. Это последняя игра в серии Project CARS, поскольку разработка четвертой части была отменена владельцем Slightly Mad, Electronic Arts, в ноябре 2022 года.

## Геймплей
В Project CARS 3 представлено больше настраиваемых автомобилей, доступных для участия в гонках по более чем 140 трассам мира. В игре также есть 24-часовые циклы, различные времена года и погодные эффекты. Режим карьеры был перестроен с усилением искусственного интеллекта. Игра также поддерживает VR на ПК. По словам генерального директора Slightly Mad Studios Яна Белла, игра является духовным преемником серии Need for Speed: Shift, которая также была разработана этой же компанией. Компания была приобретена британским разработчиком и издателем видеоигр Codemasters, известным серией игр F1, Colin McRae Rally и серия Dirt, в ноябре 2019 года, Project CARS 3, как ожидалось, будет содержать некоторые элементы из серии видеоигр аналогичного жанра от Codemasters TOCA или Grid. Свой первый игровой трейлер игра получила 3 июня 2020 года. В игре также есть усовершенствованный многопользовательский режим. 
В отличие от своих предшественников, в этой игре нет износа шин или расхода топлива, а также пит-стопов. Это вызвало резкую критику со стороны фанатов серии. 

## Разработка и выпуск
Project CARS 3 по-прежнему разрабатывается Slightly Mad Studios и издается Bandai Namco Entertainment. Разработка началась осенью 2018 года после коммерческого успеха Project CARS 2. Вместо перехода на движок Ego материнской компании Codemasters игра по-прежнему работает на том же движке, что и ее предшественники. Игра была выпущена на PlayStation 4, Windows и Xbox One 28 августа 2020 года. 
Новый контент включает такие автомобили, как Audi TT S, Koenigsegg Jesko, Lotus Evija и Bugatti Chiron, а также такие трассы, как Autódromo José Carlos Pace, Circuito de Jerez и Tuscany.

## Приём

### Отзывы
| Сводный рейтинг    | Сводный рейтинг                     |
| Агрегатор          | Оценка                              |
| ------------------ | ----------------------------------- |
| Metacritic         | PC: 68/100 PS4: 70/100 XONE: 69/100 |
| Иноязычные издания |                                     |
| Издание            | Оценка                              |
| GameSpot           | 7/10                                |
| IGN                | 6/10                                |
| Jeuxvideo.com      | 13/20                               |
| Push Square        | 6/10                                |
| Metro              | 8/10                                |
| Screenrant         | 3/5                                 |
| Hardcore Gamer     | 4/5                                 |
| OPMUK              | 6/10                                |

По данным агрегатора обзоров Metacritic, Project CARS 3 получил «смешанные или средние» отзывы критиков. 
Люк Рейли из IGN сказал: «Project CARS 3 — это видеоигра, настолько принципиально отличающаяся от своих непосредственных предшественников, что она граничит с неузнаваемостью. Никогда не будет так, чтобы казалось, будто это настоящий сиквел Project CARS 2, и это разочаровывает». 
Джейкоб Халл из Push Square дал оценку 6/10, заявив: «Project CARS 3 знаменует собой значительный отход от серии, отказываясь от большей части своего наследия симуляторов в пользу аркадных гонок. Предлагая множество различных автомобилей и трасс, есть множество предлагаемого контента, что делает его забавным отвлечением, но ему не хватает азарта, который мы ожидаем от гонок колесо к колесу. Он черпает вдохновение со всех мест, но, возможно, наиболее тесно связан с собственным DriveClub Sony. Казалось бы, затем цикл PS4 заканчивается так же, как и начался. Мы просто не уверены, что выберем это из того, что было раньше». 
В официальном журнале PlayStation UK говорится, что это был «неоднородный, несбалансированный и неглубокий гоночный симулятор с очевидными техническими проблемами». GameSpot раскритиковал ИИ, но сказал, что у него «более аркадный стиль гонок, который впервые делает серию доступной». 

### Продажи
Игра заняла 5-е место в чарте физических продаж в США и 17-е место в Великобритании, что на 86% меньше, чем у предыдущей игры. Версия Project CARS 3 для PlayStation 4 была продана тиражом 2404 копий за первую неделю продаж в Японии, что сделало ее двадцать четвертой самой продаваемой розничной игрой недели в стране.